# School of Hard Knocks
Singles de POD
Rock the Party (Off the Hook)
(2000) Alive
(2001)
School of Hard Knocks est le troisième single de POD. Il est présent sur la bande originale du film Little Nicky.